# Horse the Band
Horse the Band ist eine experimentelle US-amerikanische Post-Hardcore/Metalcore-Band aus Lake Forest, Kalifornien.

## Stil
Die Band verwendet Synthesizer, um einen 8-Bit-Sound zu erzeugen, der an alte Nintendo-Konsolen erinnern soll. Die Band nennt diesen Sound Nintendocore. In drei Songs der Band gibt es Hinweise zu bestimmten Nintendo-Spielfiguren: Cutman aus dem NES-Spiel Mega Man in dem Song Cutsman; Birdo, einer der Endgegner aus Super Mario Bros. 2 in dem Song Birdo; Nemesis aus dem Spiel The Legend of Zelda in dem Song Pol’s Voice. Laut Sänger Nathan Winneke beziehen sich jedoch nicht alle Songtexte auf Nintendo-Figuren: “[…] There are only three of our songs which reference Nintendo characters. I was reading some review of our new album and this guy was trying to link all our songs to Nintendo, I was like, ‘What the fuck!?’”.

## Diskografie
Alben
- 2001: Secret Rhythm of the Universe
- 2003: R. Borlax (Pluto Records; Wiederveröffentlichung mit Bonustracks, 2007, Pluto Records)
- 2005: The Mechanical Hand (Combat Records)
- 2007: A Natural Death (Koch Records)
- 2009: Desperate Living (Vagrant Records; Japan/Australien: Roadrunner Records)

EPs
- 2001: I Am a Small Wooden Statue on a Patch of Crabgrass Next to a Dried Up Riverbed
- 2002: Beautiful Songs by Men
- 2006: Pizza (Combat Records/LIF Records)
- 2009: Shapeshift 7" (Vagrant Records)
- 2020: Your Fault (LIF Records)

DVDs
- 2004: The Effing 69 World Tour
- 2009: We Flooded It, and There’s Yogurt Everywhere AKA 48 Hours in Ukraine
- 2010: Earth Tour